# Écho de Moscou
Écho de Moscou (en russe : Эхо Москвы, Ekho Moskvy) est une des premières radios indépendantes russes. La station commence à diffuser le 22 août 1990 (elle s'appelle alors « Radio-M ») et est dissoute le 3 mars 2022, au début de l'invasion de l'Ukraine par la Russie. Les principales émissions concernent l'actualité (politique, culture, histoire, sport), des analyses et des observations sur la vie de la société russe et des programmes d'auteur.
66 % des actions de la station appartiennent au géant gazier Gazprom, le reste des actions sont distribuées parmi les membres de la rédaction. D'après les statuts de la station, la politique de la rédaction est déterminée uniquement par le rédacteur en chef de cette radio[réf. nécessaire].
Selon les statistiques[Lesquelles ?], l'auditoire d'Écho de Moscou est d'environ 600 000 personnes à Moscou et environ 1,5 million dans les autres régions de la fédération de Russie[réf. nécessaire].

## Histoire
La radio émet depuis août 1990. Ce nouveau média profite des possibilités offertes par une nouvelle loi sur la presse. C'est l'époque de la politique de glasnost du président Mikhaïl Gorbatchev. La radio dispose du soutien de l'Association radio du ministère des télécommunications, du journal Ogoniok, de la faculté de journalisme et de la mairie de Moscou. Elle est créée notamment par une petite poignée de journalistes issus du service informationnel en français de Radio Moscou, et s'appelle Radio-M-Echo de Moscou. Elle ne propose à ses débuts que quelques heures de diffusion par jour.
Quelques jours plus tard, entre le 19 et le 22 août 1991, pendant la tentative de coup d'état à Moscou, la diffusion ne peut se faire que dans des conditions extrêmes. Plusieurs blocages de la diffusion sont ordonnés par les putschistes du Comité d'État sur l'état d'urgence et par le KGB. Des employés de la radio réussissent toutefois à relier le studio directement à l'émetteur par la ligne téléphonique et à continuer à émettre.
À partir de 1994, elle entame une diffusion en continu 24h/24, et en 1997, elle diffuse également ses informations sur Internet.
En 1998, Écho de Moscou entre dans Media-Most. Alexeï Venediktov devient rédacteur en chef.
En 2000, dix ans après son lancement, l'équipe rédactionnelle est passée à cent personnes. Alexeï Venediktov est réélu rédacteur en chef. L'audience quotidienne est de cinq millions dans quarante-cinq villes. Mais dans la période 2000-2001, un conflit éclate entre Média-Most et son principal créancier, Gazprom-Media (dont le DG est Boris Jordan). Ce dernier rachète Média-Most.
En 2010, selon la société d'études Comcon, Écho de Moscou devient en septembre 2010 la première station de radio de Moscou en termes d'audience (un million d'auditeurs par jour). En 2017 : la journaliste Tatiana Felguengauer est victime d'une attaque au couteau, alors que l'Écho de Moscou est accusé « d'organiser une vision pro-occidentale à l'approche de l'élection présidentielle ».
Le 1er mars 2022, Écho de Moscou est bloqué par les autorités russes en raison de sa façon de couvrir l'invasion de l'Ukraine par la Russie. Le 3 mars 2022, le conseil de direction se saborde et décide de sa liquidation complète (station de radio et site web),,. La plupart des journalistes de la radio s'exilent alors à l'étranger. D'autres comme Sergueï Buntman restent en Russie. La plupart des émissions de la radio sont reprises par les journalistes, dont certaines diffusées sur Youtube (pour Sergey Parkhomenko par exemple), sur une application dédie ou sur Telegram. Les audiences sont cependant environ dix fois inférieures à celles de la radio. Le modèle économique de ces programmes qui reposait auparavant sur la publicité, s'appuie désormais en partie sur les dons.

## Actionnaires, politique éditoriale, personnes-clés
Avant la fermeture de la radio, 66 % des actions de la station appartenaient au géant gazier Gazprom, le reste des actions étaient distribuées parmi les membres de la rédaction.
Son directeur général depuis 1992 jusqu'à 2014 était Iouri Fedoutinov et Alexeï Venediktov son rédacteur en chef. Sergueï Korzoun et Sergueï Buntman font partie des premiers journalistes.  Sergueï Buntman en est devenu le vice-rédacteur en chef. L'écrivain satirique Viktor Chenderovitch intervient à l'antenne. Julia Latynina  est une des journalistes les plus connues de la station.
D'après les statuts de la station, la politique de la rédaction est déterminée uniquement par le rédacteur en chef de cette radio[réf. nécessaire]. Cette radio est considérée comme l’un des principaux médias d’opposition en Russie. Son site héberge des blogs de personnalités russes du monde politique et culturel. Dès le premier jour de son existence, l'équipe de rédaction adopte la règle suivante : « Tous les points de vue significatifs sur les événements doivent être présentés »,. « Comme il n'y a plus de débats libres en direct à la télévision, nos auditeurs sont surtout demandeurs de plus de discussions », précise le rédacteur en chef en 2004, ajoutant : « Pour la rentrée, nous avons demandé s'ils voulaient plus de news ou plus de débats. À 87 % ils ont répondu : plus de débats ! ».
Mikhaïl Gorbatchev, comme ancien dirigeant de l'Union des républiques socialistes soviétiques (URSS), mais aussi des dirigeants occidentaux comme Bill Clinton, Gerhard Schröder ou Jacques Chirac ont donné des interviews à cette radio, devenue notoire.

## Audience
Selon les statistiques[Lesquelles ?], l'auditoire d'Écho de Moscou était environ 600 000 personnes à Moscou et environ 1,5 million dans les autres régions de la fédération de Russie[réf. nécessaire].
Pour autant, l'impact d'une radio est bien moins fort que celui des télévisions, contrôlées par le pouvoir. Et ce média radiophonique a servi aussi pendant des années d'alibi à Vladimir Poutine sur la liberté d'expression en Russie : « voyez comme on me critique sur Écho de Moscou, vous ne pouvez pas dire qu'il n'y a pas de liberté de parole en Russie ! ».

## Slogans de la station
- « Radio libre pour des gens libres » (en russe, "Свободное радио для свободных людей")
- « Écoutez la radio, le reste n'est qu'une vision » (en russe, "Слушайте радио, остальное - видимость")

## Fréquences
- Moscou — 91,2 MHz.
- Riga — 102,7 MHz
- Saint-Pétersbourg — 91,5 MHz
- Chicago — 1330 kHz.